# Majków Średni
Majków Średni – wieś w Polsce położona w województwie łódzkim, w powiecie piotrkowskim, w gminie Grabica. Wieś założona w 1311 r.
W latach 1975–1998 miejscowość administracyjnie należała do województwa piotrkowskiego.
W obrębie wsi swoje źródło ma struga Rakówka.